# 多器官功能障碍综合征
多器官功能障碍综合征（MODS）是机体遭受严重感染、创伤（包括烧伤、外科大手术）、失血、休克等急性损害24小时后，同时或序贯出现2个或2个以上的系统或器官功能障碍或衰竭，不能维持体内环境稳定的临床综合征。此综合征除有器官功能障碍或衰竭外，还具有来势凶猛、死亡率高及高动力循环、高代谢等特点，以致机体内稳态必须依靠临床干预才能维持。
多器官功能障碍综合征有许多俗称或旧称，如：多器官衰竭（multi-organ failure）、多重器官衰竭（multiple organ failure）、多系統器官衰竭（multiple-system organ failure）、多臟器功能衰竭等。
多器官衰竭是老年人逝世的重要原因之一，大多是70歲以上的長者。先決疾病主要包括氣管、心臟、肺臟、肝臟、腎臟、腦等重要身體器官的慢性病。

## 併發症
多器官衰竭時，可能呼吸短淺、血壓急降、口唇和指甲缺氧變紫色、視覺神經無反應、意識朦朧、血液缺氧、休克、昏迷等。

## 病因
多器官衰竭的病情通常是由於感染、事故損傷、手術損傷、灌注不足以及代謝異常引起的。這些因素會導致病人出現失控性炎症反應。典型的例子是敗血症：敗血症可能會導致敗血性休克。在未出現感染特徵的情況下，敗血症樣病症也被稱為全身炎症反應綜合徵（SIRS）。敗血性休克與全身炎症反應綜合徵最終會進展到多重器官衰竭。然而也有三分之一的患者沒有發現多重器官衰竭的主要誘因。多重器官衰竭的發展病程為：因全身炎症反應綜合徵以及感染而導致敗血症，之後進展到嚴重敗血症，最後多重器官衰竭 。目前，研究人員正在研究基因治療所需的可能的遺傳靶點，阻止臟器發生多重器官衰竭。部分學者推測，令AP-1與NF-κB轉錄因子失活可能是防治敗血症與全身炎症反應綜合徵的關鍵點，因爲這兩個基因包含促炎性细胞因子。然而它們也是正常免疫反應的重要組成部分。因此人工干預會有易感性增加的風險，也有可能導致臨床惡化。

## 病理生理机制
在病理生理学上，多重器官衰竭的发病机制尚未有一个确切的定义，但器官衰竭通常被认为是组织受到损害后从而引起的局部反应和系统性反应。呼吸衰竭往往会在组织受到损害后的72个小时后发生，接着会有其他器官衰竭，如肝脏衰竭（5－7天），胃肠道出血（10－15天）和肾功能衰竭（11－17天）。